# NGC 5176
NGC 5176 este o infrared source⁠(d) situată în constelația Fecioara. A fost descoperită în 29 iunie 1883 de către Ernst Hartwig. Se află la o distanță de 103,61 megaparseci de Pământ.